# Centre culturel des Philippines
Le Centre culturel des Philippines (CCP ; en philippin : Sentrong Pangkultura ng Pilipinas) est une société détenue et contrôlée par le gouvernement, créée pour préserver, développer et promouvoir les arts et la culture aux Philippines,. Le CCP a été créé par le décret no 30 de 1966 du président Ferdinand Marcos. Il reçoit une subvention annuelle du gouvernement philippin et est placée sous la tutelle de la Commission nationale pour la Culture et les Arts à des fins de coordination politique,. Le CCP est dirigé par un conseil d'administration de 11 membres.
Le CCP fournit des lieux de représentation et d'exposition pour diverses productions locales et internationales dans le complexe de 62 hectares situé dans les villes de Pasay et de Manille. Ses programmes artistiques comprennent la production de spectacles, de festivals, d'expositions, la recherche culturelle, la sensibilisation, la préservation et la publication de documents sur l'art et la culture philippins. Son siège se trouve au Tanghalang Pambansa (en), le théâtre national, une structure conçue par l'artiste national des Philippines pour l'architecture Leandro Locsin, qui a par la suite conçu de nombreux autres bâtiments du complexe CCP.

## Histoire

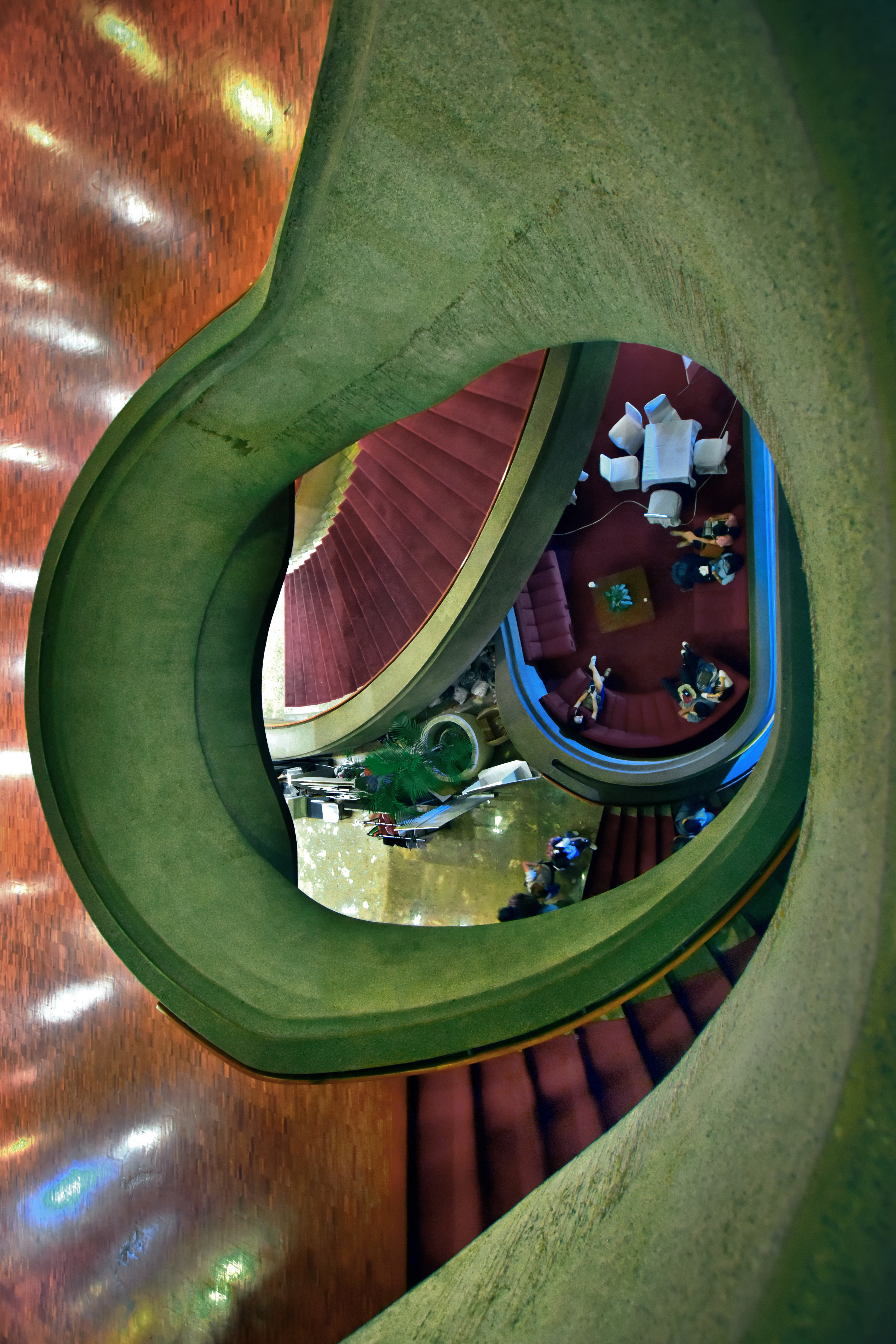
Escaliers dans le Centre culturel des Philippines, en 2017.

Avant le début du XXe siècle, les représentations artistiques se déroulaient principalement sur les places et autres lieux publics du pays. À Manille, le Manila Grand Opera House (en), construit au milieu du XIXe siècle, a servi de lieu principal pour de nombreuses pièces de théâtre, opéras et zarzuelas et autres événements d'importance nationale. Les conditions se sont améliorées avec la construction du Metropolitan Theater (en) en 1931 et d'auditoriums plus petits mais correctement équipés dans des institutions comme Meralco (en), Philam Life (en), Insular Life (en), l'université Ateneo de Manila et l'université Far Eastern (en). En 1961, la Fondation culturelle philippino-américaine a commencé à collecter des fonds pour la construction d'un nouveau théâtre. La structure, conçue par Leandro Locsin, devait être construite sur un terrain de 10 hectares à Quezon City. Entre-temps, en 1965, lors d'un rassemblement de proclamation à Cebu pour la candidature de son mari à la présidence, Imelda Marcos a exprimé son désir de construire un théâtre national. Marcos a remporté sa candidature aux élections et les travaux du théâtre ont commencé avec la publication de la Proclamation présidentielle no 20 le 12 mars 1966. Imelda, épouse de Ferdinand Marcos devenue Première Dame, a persuadé la Philippine-American Cultural Foundation (Fondation culturelle philippino-américaine) de déplacer et d'étendre les plans du théâtre encore naissant vers un nouvel emplacement récupéré le long du boulevard Roxas à Manille. Pour officialiser le projet, le président Marcos a publié l'ordre exécutif no 60, établissant le Centre culturel des Philippines et nommant son conseil d'administration. Le conseil élit Imelda comme présidente, lui donnant le mandat légal de négocier et de gérer les fonds du centre,.
Avant l'investiture de son mari, Imelda Marcos avait déjà commencé à collecter des fonds pour le centre culturel ; un premier demi-million de pesos a été versé grâce aux recettes de la première de la comédie musicale Au rythme des tambours fleuris au Philam Life Theater (en), et quatre-vingt-dix mille pesos supplémentaires ont été versés par la branche philippine de la Philippine-American Cultural Foundation. Cette somme était toutefois insuffisante pour couvrir le coût prévu de 15 millions de pesos philippins nécessaire à la construction du théâtre. Finalement, le théâtre reçoit 3,5 millions de dollars américains du fonds. Pour couvrir le reste des coûts de construction, Imelda a contacté des familles et des entreprises de premier plan pour qu'elles fassent des dons à sa cause. Tapis, draperies, marbre, œuvres d'art pour décorer l'intérieur du théâtre et même du ciment ont été donnés. Malgré le succès de la collecte de fonds de la Première Dame, le coût du projet a grimpé à près de 50 millions de pesos philippins, soit 35 millions de plus que le budget prévu en 1969. Imelda et le conseil d'administration du PCC ont contracté un prêt de 7 millions de dollars par le biais de la Société nationale de développement des investissements pour financer le montant restant, une décision qui a été fortement critiquée par l'opposition gouvernementale : le sénateur Benigno Aquino Jr. s'est fermement opposé à l'utilisation de fonds publics pour le centre sans l'approbation du Congrès et l'a qualifié d'institution pour l'élite. Sans se soucier des critiques, Marcos a poursuivi le projet et le Théâtre des Arts performatifs (aujourd'hui le Tanghalang Pambansa (en)) du Centre culturel des Philippines a été inauguré le 8 septembre 1969, trois jours avant le 52e anniversaire du président, avec un festival inaugural de trois mois ouvert par la comédie musicale Golden Salakot: Isang Dularawan de Lamberto V. Avellana (en), une représentation épique de l'île de Panay. Parmi les personnes qui ont assisté à la soirée inaugurale figurent le gouverneur de Californie Ronald Reagan et son épouse Nancy, qui représentaient tous deux le président des États-Unis Richard Nixon.
Au début des années 1970, le centre est dans le rouge, principalement en raison des coûts de construction du Théâtre des Arts performatifs. En 1972, le conseil d'administration du CCP a demandé aux membres du Congrès d'adopter le projet de loi 4454, qui transformerait le centre en une société publique non municipale et lui permettrait d'utiliser le principal du fonds fiduciaire du CCP pour rembourser une partie de sa dette. Le projet de loi prévoit également de soutenir continuellement le centre par le biais d'une subvention gouvernementale équivalant à 5 % de la taxe sur les loisirs perçue chaque année. Ce projet de loi a rencontré une forte opposition et n'a jamais été adopté. Cependant, avec la déclaration de la loi martiale le 23 septembre 1972, le Congrès a été effectivement dissous et le président Marcos a signé la proclamation no 15, essentiellement une version modifiée de la proposition de loi. La proclamation a également élargi le rôle du centre, passant d'une simple salle de spectacle à une agence de promotion et de développement des arts et de la culture dans tout le pays. Parmi les autres développements notables de l'année, citons l'institution de l'ordre des Artistes nationaux des Philippines et la fondation de l'Orchestre philharmonique du CCP, la première compagnie résidente du centre qui deviendra plus tard l'Orchestre philharmonique des Philippines (en).
Pendant cette période de la présidence Marcos, le complexe CCP a accueilli de grands événements locaux et internationaux sous le nom de Bagong Lipunan (nouvelle société), qui a marqué le début d'une série de grands projets de construction dans la région. Lorsque la Philippine Margie Moran a remporté le concours de Miss Univers 1973, le gouvernement philippin a accepté d'organiser le concours de l'année suivante, et les plans d'un amphithéâtre ont commencé. Des semaines de planification et de discussions ont abouti à la mise en service du Folk Arts Theater (aujourd'hui le Tanghalang Francisco Balagtas (en)), une structure à ciel ouvert mais couverte qui pouvait accueillir jusqu'à 10 000 personnes. La construction du nouveau théâtre, également conçu par Leandro Locsin, a été achevée en un temps record de 77 jours et a été inaugurée en juillet 1972 avec la grande parade Kasaysayan ng Lahi (Histoire de la race),. Juste après cette inauguration, les travaux de construction du Philippine International Convention Center (en) et du Philippine Plaza Hotel ont débuté, tous deux destinés à accueillir la réunion annuelle du FMI et de la Banque mondiale en 1976. Bien que n'appartenant pas au centre culturel, ces bâtiments ont néanmoins été construits sur le complexe et conçus par Locsin. L'un des ajouts les plus tristement célèbres du centre a été le Manila Film Center (en), construit en 1981 pour le festival international du film de Manille. Conçue par Froilan Hong, la structure a été construite selon un calendrier strict de chemin critique nécessitant 4 000 ouvriers travaillant en 3 équipes sur 24 heures. Un accident s'est produit le 17 novembre 1981, lorsque l'échafaudage s'est effondré et a envoyé les ouvriers de la construction dans du ciment à séchage rapide. Malgré cela, la construction s'est poursuivie et s'est terminée environ 15 minutes avant la soirée d'ouverture du festival du film. La propriété du bâtiment a été transférée au CCP en 1986 lorsque le Cinéma expérimental des Philippines (en) a été dissous. S'éloignant du style brutaliste typique des bâtiments du CCP se trouve le Coconut Palace (en), une vitrine sur la polyvalence de la noix de coco en tant que produit d'exportation et matériau de construction, conçu par Francisco Mañosa (en). Les coûts financiers et humains de la construction de ces bâtiments, à une époque de pauvreté et de corruption généralisées, ont été considérés comme symptomatiques du « complexe d'édification » de la Première Dame, une accusation dont Imelda s'est néanmoins félicitée dans ses dernières années,,.
Le régime de Marcos a pris fin à la suite de la Révolution philippine de 1986. En conséquence, le CCP a traversé une période de réformes et de « philippinisation ». La présidente Corazon Aquino a nommé Maria Teresa Roxas première présidente du centre culturel de l'ère post-Marcos ; et Nicanor Tiongson (en), qui avait critiqué le centre pour sa promotion de la culture élitiste, a accepté le poste de nouveau directeur artistique. Avec son vice-président, Florendo Garcia, la nouvelle direction a consulté diverses parties prenantes afin de formuler une nouvelle direction pour le CCP et de redéfinir officiellement sa mission et ses objectifs dans la poursuite d'une « culture nationale philippine évoluant avec et pour le peuple ». Pour mettre en place la décentralisation, le centre formule des directives pour la création de conseils artistiques locaux dans les unités gouvernementales locales et établit le programme d'échange d'artistes du CCP pour donner l'occasion aux groupes régionaux de présenter leurs talents à travers le pays. Pour la première fois au cours de sa présidence, Corazon Aquino s'est rendue au centre le 11 janvier 1987 pour décerner la distinction d'artiste national des Philippines à Atang de la Rama, marquant ainsi la première fois que les prix sont décernés par un processus de sélection démocratique en plus de critères rigides. Aquino décernera plus tard le même prix à Leandro Locsin en 1990, en reconnaissance de sa contribution au domaine de l'architecture aux Philippines et malgré ses nombreuses contributions aux projets architecturaux du régime Marcos. En 1987 également, trois groupes ont rejoint la liste des compagnies résidentes du centre culturel : le Philippine Ballet Theatre (en), le Ramon Obusan Folkloric Group (en) et Tanghalang Pilipino. Dans le cadre de ses programmes de sensibilisation et de recherche, le CCP a produit un certain nombre de publications remarquables, notamment : Ani (« Récolte », 1987), un journal artistique ; la série Tuklas Sining (« Découvrir les arts », 1989) de monographies et de vidéos sur les arts philippins et l'encyclopédie CCP de l'art philippin en 10 volumes (1994), qui a fait date,. Malgré ses tentatives de réformes, certaines personnes voient toujours le centre sous un jour moins positif. Par exemple, l'ancienne présidente Gloria Macapagal-Arroyo a déclaré qu'elle trouvait le CCP « imposant, inapprochable et élitiste » pour les masses philippines.

## Événements et programmes
Les activités du centre comprennent l'architecture, le cinéma et les arts audiovisuels, la danse, la littérature, la musique, les nouveaux médias, le théâtre et les arts visuels. Outre la promotion d'artistes locaux et indigènes, le centre a accueilli de nombreux artistes de renom et internationaux tels que Van Cliburn, Plácido Domingo, Marcel Marceau, le Ballet du Bolchoï, le Ballet Mariinsky (en), le Royal Ballet, le Ballet royal danois, l'Orchestre philharmonique de New York et l'Orchestre symphonique de Cleveland, entre autres.
À partir de 1972, le CCP a administré l'Ordre des Artistes nationaux, qui est la plus haute reconnaissance que le gouvernement des Philippines accorde aux personnes ayant contribué de manière significative au développement des arts dans le pays. L'ordre a été créé en 1972 après le décès du peintre de renom Fernando Amorsolo, sous les auspices de la proclamation no 1001. Un an plus tard, le conseil d'administration du centre a été désigné comme le comité du prix des artistes nationaux. Aujourd'hui, le CCP administre l'ordre en collaboration avec la Commission nationale pour la Culture et les Arts.
Depuis sa réforme pour la démocratisation en 1986, le centre a pris des mesures pour rendre la culture et les arts plus accessibles à un plus grand segment de la société philippine. Son programme de sensibilisation organise des forums et des activités d'appréciation de l'art dans diverses régions du pays, notamment le programme Sopas, Sining at Sorbetes, une activité d'appréciation unique couplée à un programme alimentaire pour les jeunes défavorisés.
Chaque année depuis 2005, le centre organise son festival portes ouvertes, Pasinaya, pendant le mois de février, désigné comme le mois national des arts aux Philippines. Ce festival met en scène des groupes d'arts du spectacle de tout le pays, dirigés par les compagnies résidentes du centre, lors d'une journée de présentation des talents locaux qui se déroule entièrement dans les nombreux locaux du Tanghalang Pambansa. Deux ans après le premier festival, 10 000 personnes l'ont visité, et le nombre de visiteurs est passé à plus de 84 000 en 2019. Le CCP apporte également un soutien institutionnel au Cinemalaya Philippine Independent Film Festival (en) et à la Philippine High School for the Arts (en).

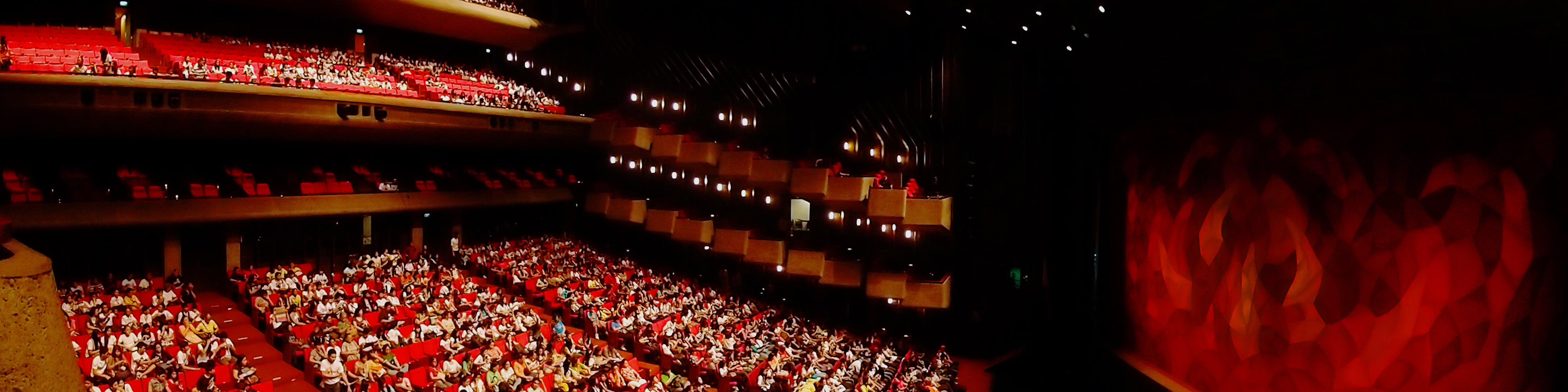
Théâtre principal du Centre culturel des Philippines. À l'extrême droite se trouve le rideau de la maison, basé sur la Genèse de Hernando Ocampo. Légèrement visible en haut à gauche, le balcon supérieur.